# Barsta
 (septembre 2019).
Barsta est une localité de la Haute Côte de Suède, située à quelques kilomètres au sud-est de Nordingrå, dans la commune de Kramfors, comté de Västernorrland.